# Neil Edward Tiedemann
Neil Edward Tiedemann, C.P. (nacido el 5 de marzo de 1948) es un prelado estadounidense de la Iglesia católica que sirve como obispo auxiliar de la Diócesis de Brooklyn desde 2016.

## Biografía
Es un religioso Pasionista.  El 16 de mayo de 1975, Tiedemann fue ordenado sacerdote

### Obispo de Mandeville
Tiedemann se desempeñó como obispo de Mandeville en Jamaica desde 2008 hasta 2016.

### Obispo auxiliar de Brooklyn
El Papa Francisco nombró obispo auxiliar de Tiedemann para la Diócesis de Brooklyn el 29 de abril de 2016 y fue instalado el 4 de agosto de 2016.